# Mi manca
Mi manca è un singolo del cantautore italiano Bugo, pubblicato il 1º maggio 2020 come secondo estratto dal nono album in studio Cristian Bugatti.

## Descrizione
Il singolo ha visto la collaborazione del cantautore italiano Ermal Meta ed è stato presentato per la prima volta durante il Concerto del Primo Maggio 2020.

## Video musicale
il video, diretto da Eros Galbiati, è stato pubblicato il 4 giugno 2020 attraverso il canale YouTube di Bugo. La clip, tutta in bianco e nero, vede l'attrice Ambra Angiolini come protagonista in primo piano.

## Formazione
- Bugo – voce
- Ermal Meta – voce
- Donald Renda – batteria
- Andrea Torresani – basso
- Raffaele Littorio – chitarra
- Simone Bertolotti – tastiera, arrangiamento, produzione
- Andrea Bonomo – programmazione, arrangiamento, produzione
- Andrea Immovilli – assistenza tecnica
- Mattia Bonvini – assistenza tecnica
- Pino Pischetola – missaggio
- Andrea de Bernardi – mastering